# Elbasan (hạt)
Hạt Elbasan (tiếng Albania: Qarku i Elbasanit) là một trong 12 hạt của Albania.  Hạt này gồm các huyện  Elbasan, Gramsh, Librazhd và Peqin  với tỉnh lỵ là Elbasan.
Phần lớn biên giới phía đông của Elbasan giáp với Cộng hòa Macedonia.  Ở Albania, hạt này giáp các hạt sau:
- Dibër: bắc
- Korçë: đông nam
- Berat: nam
- Fier: tây nam
- Tirana: tây bắc